# Eaglescliffe
Eaglescliffe è un paese di 7.900 abitanti della contea di Durham, in Inghilterra.